# ゴーグ駅
ゴーグ駅（カタルーニャ語：Estació de Gorg、スペイン語：Estación de Gorg）はスペインのカタルーニャ州バルセロナ県バダロナにある、バルセロナ交通局（TMB）の駅。バルセロナ地下鉄2号線・10号線とトラムベソス（トラム）T5号線が乗り入れている。

## 歴史
1985年4月22日にバルセロナ地下鉄4号線（当時）ラ・パウ-ペップ・ベントゥーラ間の延伸開通時に駅が開業。2003年10月1日に4号線のラ・パウ-ペップ・ベントゥーラ間が2号線に移管され今に至る。
2007年9月8日、トラムベソスがサント・アドリアー・ダ・バゾスからバダロナ市内まで延伸されたことにより駅が開業した。駅は元々は数か月前に開業する予定だったが、近隣住民から線路に電力を供給する変電所を移設せよと苦情が相次いだため、開業は数回延期された。開業当初はT5号線のみの乗り入れであったが、2008年6月15日にラ・ミーナ経由の支線が開通したことでT6号線も乗り入れるようになり、ゴーグからサン・アドリア・デ・ベソスへのアクセスが可能になった。しかし2012年2月20日による路線網の再編によりT6路線はサン・アドリア・デ・ベソスからゴーグではなくグロリアス方面に向かう系統に変更されたため、当駅に乗り入れしなくなった。
バルセロナ地下鉄10号線は2010年4月18日のボン・パストール-当駅間の延伸開通時に開業。当初は2004年開業予定であったが2008年に延期、さらに2010年まで延期されて開業する形となった。

## 駅構造
バルセロナ地下鉄の駅施設はマルケス・デ・モン・ロチ通りとパウ・クラリス通りの交差点の下にある。2号線は相対式ホーム2面2線、10号線は島式ホーム1面2線を有しており、10号線にはホームドアを有する。10号線の駅の建築デザインは、建築家アルフォンス・ソルデビラ・バルボサによって設計された。
トラムベソスはマルケス・デ・モン・ロチ通りの中央分離帯上にある、島式ホーム1面2線の地上駅。

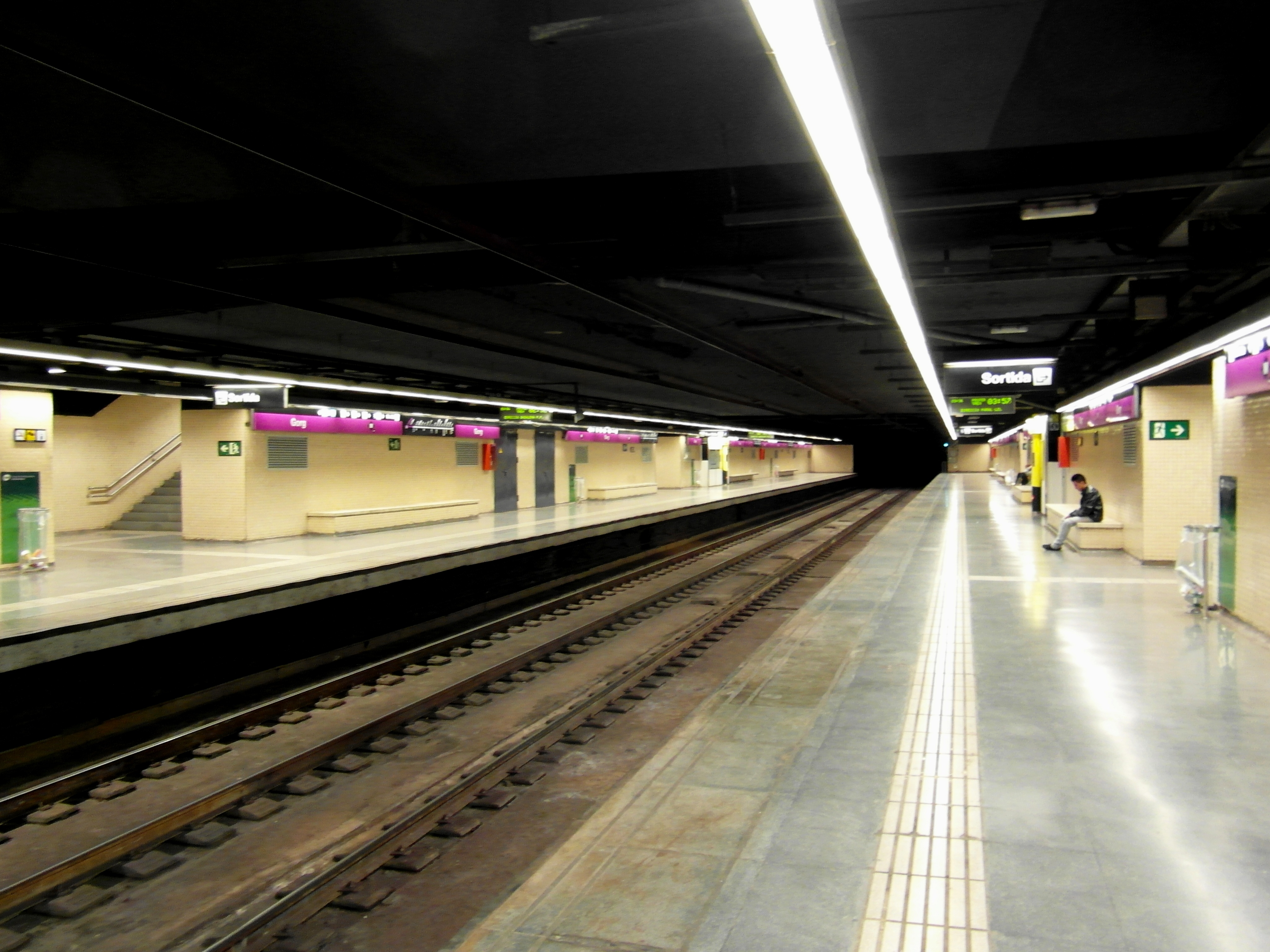
2号線ホーム
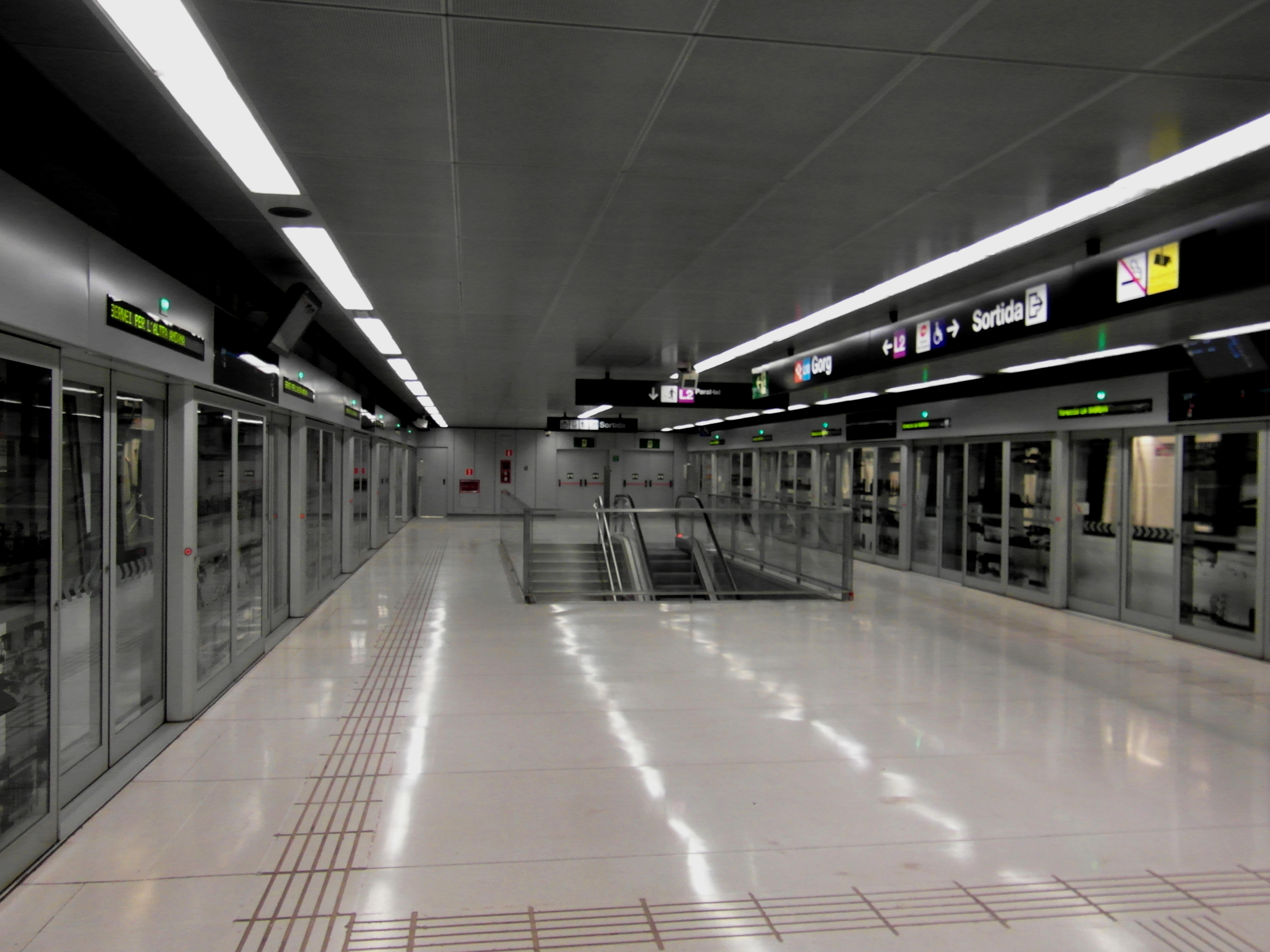
10号線ホーム
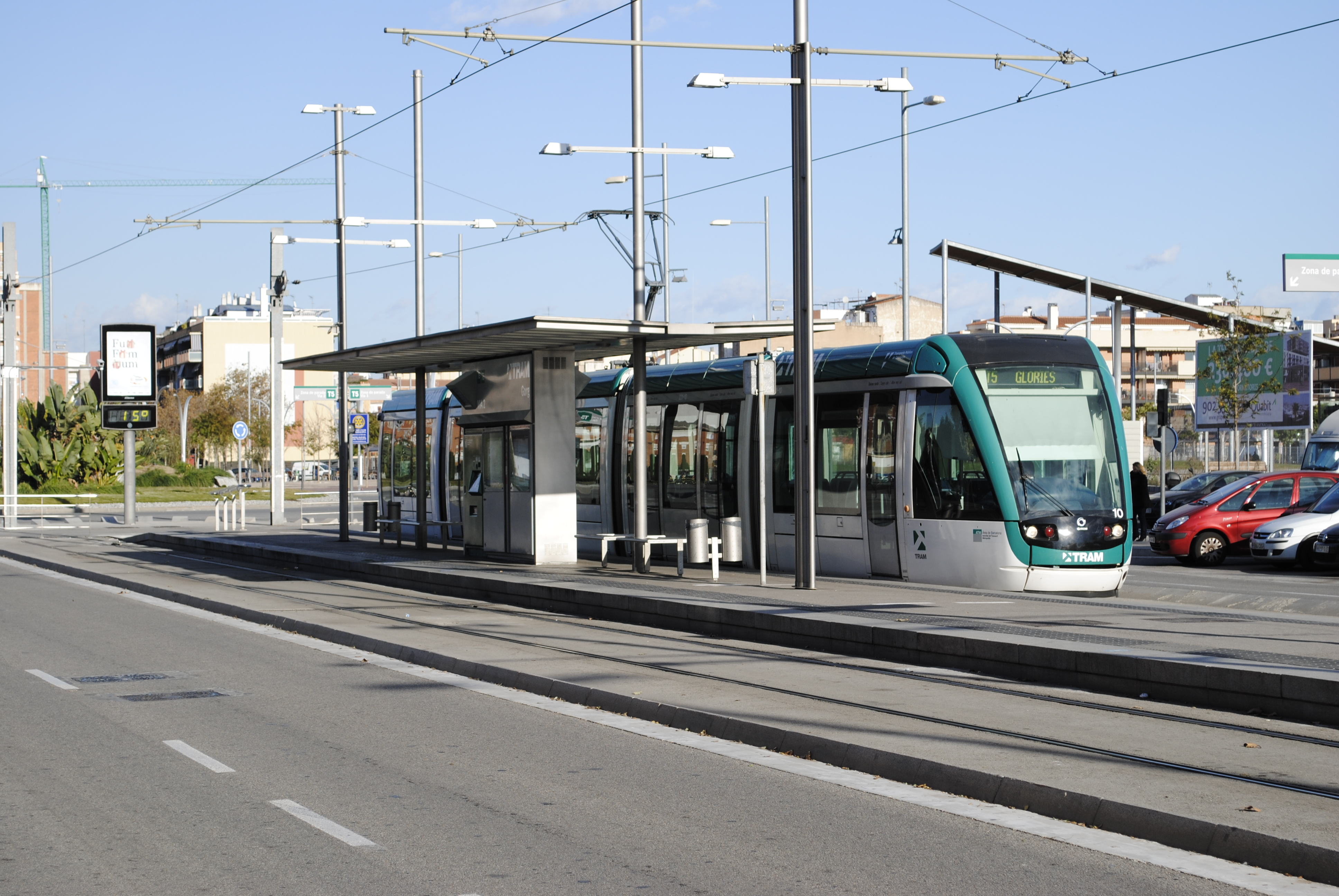
トラムホーム

## 駅周辺
- タラデラス大統領広場（Plaça President Tarradellas）
- パベジョン・オリンピコ・デ・バダローナ（英語版、カタルーニャ語版、スペイン語版）

## 隣の駅
バルセロナ交通局
 地下鉄2号線
サン・ロック駅 - ゴーグ駅 - ペップ・ベントウーラ駅
 地下鉄10号線
ラ・サルー駅 - ゴーグ駅
 トラムT5号線
サン・ロック駅 - ゴーグ駅